# بورجو
بورجو (به ایتالیایی: Burgio) یک کومونه در ایتالیا است که در استان آگریجنتو واقع شده‌است.

## خصوصیات
بورجو ۴۲٫۲ کیلومترمربع مساحت و ۳٬۰۳۱ نفر جمعیت دارد و ۳۱۷ متر بالاتر از سطح دریا واقع شده‌است.